# Cantón Valenciano
El Cantón Valenciano, también llamado Cantón de Valencia, fue uno de los primeros cantones proclamados durante la rebelión cantonal que tuvo lugar durante la Primera República Española (1873-1874). Comenzó el 17 de julio de 1873, aunque su instauración oficial no tuvo lugar hasta el día siguiente, y a él se adhieren 178 municipios de la provincia de Valencia. Terminó el 8 de agosto cuando las tropas del general Martínez Campos, enviadas por el gobierno del republicano federal «moderado» Nicolás Salmerón, lograron entrar en la ciudad de Valencia, tras haberla bombardeado durante varios días, lo que provocó la rendición de sus defensores. 

## Historia

### La proclamación del cantón
El 14 de julio, dos días después de la proclamación del Cantón de Cartagena, aparecieron en Valencia pasquines con el texto «Hoy se proclama el Cantón» y grupos armados recorrían la ciudad. Entonces el gobernador civil Castejón convocó una reunión de los comandantes de las milicias de los "Voluntarios de la República" junto con el alcalde y los mandos militares logrando el compromiso de los primeros para no proclamar el Cantón de Valencia sin la aprobación de las Cortes constituyentes. Pero la tensión no amainó y el 17 de julio el gobernador pidió a los diputados republicanos federales por Valencia que telegrafiaran a sus partidarios para calmarlos. Sin embargo, ese mismo día se celebró frente al gobierno civil un acto multitudinario de homenaje a los milicianos que habían regresado en tren de combatir a los internacionalistas que se habían sublevado en la Revolución del Petróleo de Alcoy y el gentío allí congregado, arengado por el diputado Feliu, gritó «¡Viva el Cantón valenciano!».

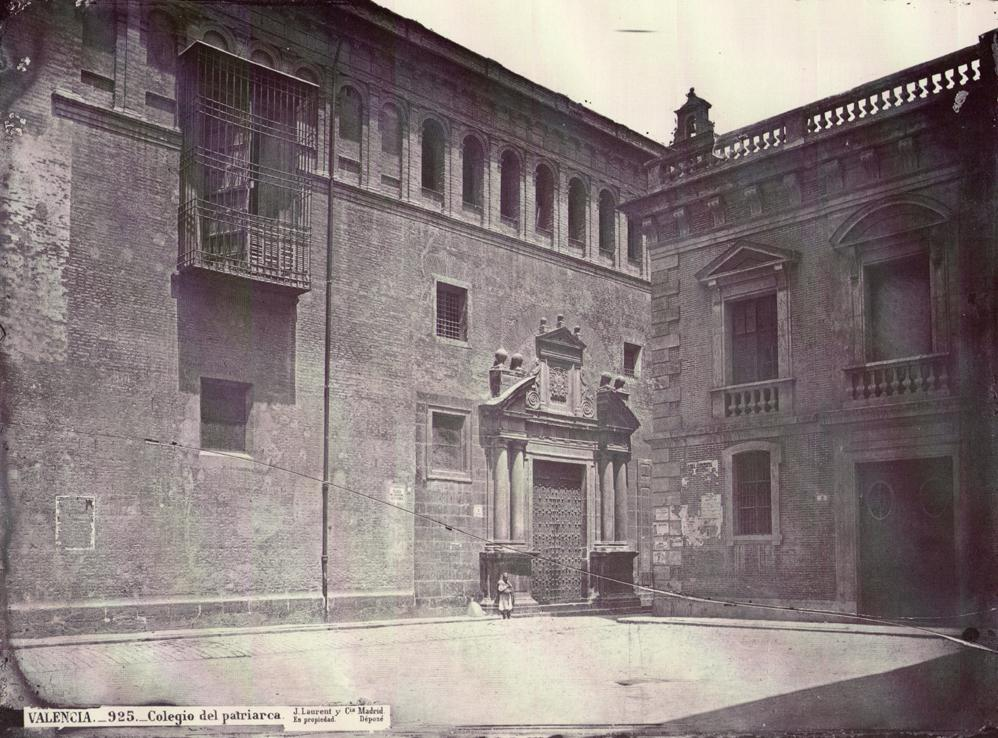
Vista del Colegio del Patriarca (izquierda) y del edificio de la Universidad de Valencia (derecha) hacia 1870. En el paraninfo de la Universidad fue donde se proclamó el cantón valenciano a las 11 de la noche del 18 de julio.

Por la noche algunos batallones de la milicia se desplegaron por los puntos estratégicos de la ciudad y a las 4,30 horas del 18 de julio se hizo un llamamiento general a la milicia para que se congregase en el barrio de pescadores —actualmente calle de las Barcas y alrededores—, la estación de ferrocarril y la Plaza del Mercado y a las 11 de la noche la proclamación del cantón valenciano ya era un hecho. Ese mismo día 18 de julio había llegado la noticia de la caída en Madrid del Gobierno del republicano federal «centrista» Francisco Pi y Margall.
Al día siguiente, 19 de julio, se eligieron a los miembros de la "Junta Revolucionaria" del Cantón valenciano que fue presidida por Pedro Barrientos, catedrático de la Escuela de Bellas Artes. El gobernador civil Castejón, que había huido a Alcira en tren, declaró en un manifiesto que hizo público en esa ciudad el 20 de julio que «se ha proclamado el Cantón valenciano, desligando a Valencia de la patria común» en un «alarde de falta de respeto a la ley» y que él seguía siendo la máxima autoridad en la provincia a la espera de las órdenes del Poder Ejecutivo de la República. Pero este manifiesto no sirvió de nada porque el 22 de julio ya se habían adherido al "Cantón Valenciano" 178 pueblos, aunque Castejón consiguió que la comisión permanente de la Diputación Provincial colaborase con el gobierno. Ese mismo día 22 el presidente de la Junta Pedro Barrientos hizo la proclamación oficial del Cantón en la plaza de la catedral de Valencia, que fue rebautizada como Plaza de la República Federal. Desfilaron a continuación 28 batallones de milicianos sin armas y se tocó el himno de La Marsellesa.

[...] en Valencia no se trata de hacer revolución social ni atentar contra los intereses económicos ni conculcar los sentimientos morales y religiosos, sino satisfacer las aspiraciones de la ciencia moderna, de la civilización y del progreso. El movimiento acontecido no entraña deseo alguno de menoscabar la legalidad existente, antes al contrario, afianzarla más y más [...]

Tras esta alocución, Vicente Boix, cronista de la ciudad e historiador, el marqués de Cáceres y Eduardo Pérez Pujol aceptaron reintegrarse a la "Junta Revolucionaria" a pesar de ser «ajenos, cada uno de nosotros, por diversos conceptos, al pensamiento político que ha inspirado la proclamación del Cantón... ¿Cómo negarnos a representar este admirable espíritu de concordia para salvar el orden social?». El mismo día 22, en un telegrama mandado por la Junta Revolucionaria del Cantón Federal de Valencia al Gobierno de Madrid (presidido por Nicolás Salmerón) se contradecía lo afirmado por el huido gobernador civil desde Alcira de que el cantón valenciano pretendía «desligar a Valencia de la patria común». En el telegrama se decía lo siguiente:

El Cantón sólo se anticipa a la resolución de las Cortes, y reconoce y acata en ellas y en el Gobierno la Autoridad federal.

### El frustrado intento de proclamar el cantón de Castellón
El 21 de julio salió de Valencia el diputado federal Francisco González Chermá, al mando de cien voluntarios, dos compañías de carabineros y una de infantería para proclamar el Cantón de Castellón. Cuando llegó a ciudad de La Plana disolvió la Diputación Provincial y proclamó el Cantón, pero a diferencia de lo ocurrido en la provincia de Valencia los pueblos de la provincia de Castellón se opusieron al cantonalismo, ya que muchos de ellos eran carlistas especialmente los de la zona del Maestrazgo. Esto hizo posible la rápida actuación de las fuerzas conservadoras que entraron en Castellón y disolvieron la "Junta revolucionaria". González Chermá logró escapar en tren hasta Valencia. Era el final del efímero cantón de Castellón, que sólo había durado cinco días, del 21 al 26 de julio de 1873.

### Cerco y rendición del cantón
Al mismo tiempo que el general Manuel Pavía desarrollaba las operaciones militares para acabar con el movimiento cantonal en Andalucía, el general Arsenio Martínez Campos se ocupaba de Valencia y de Murcia. El 24 de julio las tropas más avanzadas de Martínez Campos realizaron el primer intento de penetración en Valencia desde la cercana localidad de Catarroja, siendo rechazadas en la plaza de toros con un balance de tres muertos y cinco heridos, mientras que los cantonales de la capital tuvieron un muerto y tres heridos. Entonces la Junta de Valencia organizó la defensa de la ciudad teniendo en cuenta que ya no había murallas porque habían sido derribadas ocho años antes, excepto las antiguas puertas de las Torres de Serranos y las Torres de Cuart, por lo que hubo que improvisar parapetos y barricadas en todas las entradas de Valencia, que fueron reforzadas con cañones. Además la Junta prohibió que salieran de Valencia los hombres en edad militar para evitar deserciones. Tras el fracaso de varios intentos de negociación Martínez Campos inició el sábado 2 de agosto el bombardeo de la ciudad desde Chirivella, a unos dos kilómetros al oeste de la capital, siendo respondido por el cañón que los cantonales habían emplazado en las Torres de Cuart.

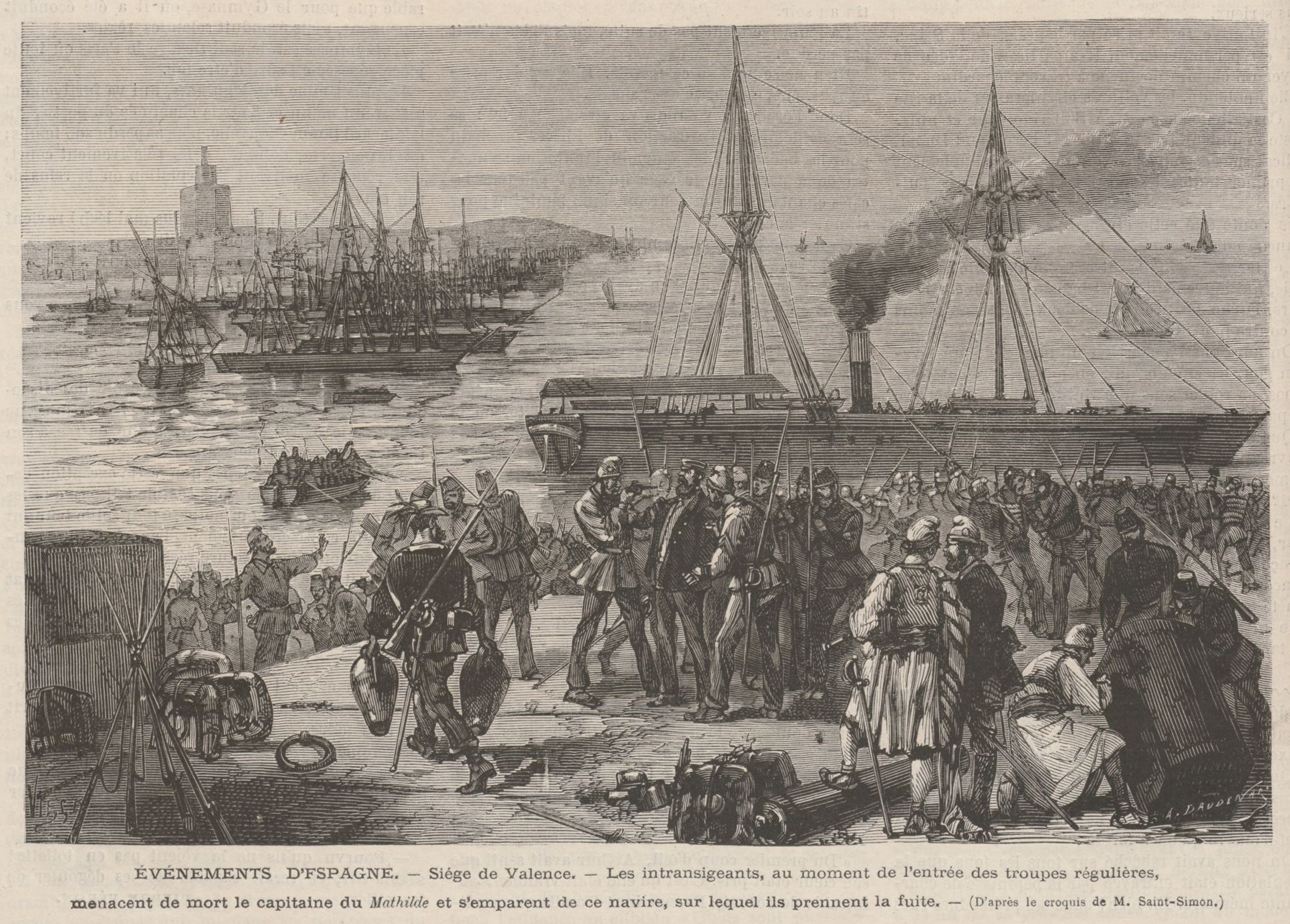
Embarque en el Matilde durante el asedio a Valencia, dibujo de Vierge publicado en Le Monde Illustré en agosto de 1873.

El bombardeo cada vez más preciso de Valencia causó el pánico entre la población y cundió el desánimo. Una comisión formada por los cónsules del Reino de Italia y el Reino Unido de Gran Bretaña e Irlanda y el político y escritor conservador local Teodoro Llorente se entrevistó el martes 5 de agosto con el general Martínez Campos en su cuartel general de Cuart de Poblet y consiguieron la paralización del bombardeo hasta las 12 de la mañana del día siguiente. Cuando la comisión volvió a Valencia informó a la Junta que redactó rápidamente un documento con las condiciones de la capitulación que incluía la amnistía para los insurrectos y que fue llevado a Cuart por tres comisionados. Martínez Campos les manifestó que él no tenía atribuciones para conceder la amnistía. Una nueva comisión que se entrevistó en Alcira con el gobernador civil Castejón recibió la respuesta de que sólo cabía la rendición incondicional. La Junta cantonal junto con los jefes de la milicia, que se habían refugiado en la catedral, votaron a favor de la capitulación, por lo que las personas más comprometidas se dirigieron al puerto de Valencia acompañados de una muchedumbre para embarcar en el vapor Matilde, embargado por la Junta unos días antes, para dirigirse a Cartagena, donde iban a continuar la lucha. A continuación se izó la bandera blanca en el Miguelete, la torre más alta de la ciudad, y en las Torres de Serranos y de Quart.
Martínez Campos entró en la ciudad por las Torres de Quart para ocupar el edificio de la Capitanía General, donde le dijo a una comisión que se reunió con él para solicitar clemencia: «Podré ser clemente con los delitos políticos, pero fusilaré al asesino porque, en mis ideas, no cabe la abolición de la pena de muerte, sin estar antes abolido el asesinato». Al día siguiente, 9 de agosto, Martínez Campos hizo público un bando ordenando la disolución de las milicias y la entrega de sus armas en un plazo de dos horas, bajo amenaza de someter a los que desobedecieran a un consejo de guerra. Cuando Castejón volvió a ocupar ese mismo día su puesto en el Gobierno Civil solicitó la colaboración de las personas «ilustradas y sensatas» y encarceló al rector Pérez Pujol, aunque fue liberado poco después.

## Extensión del cantón

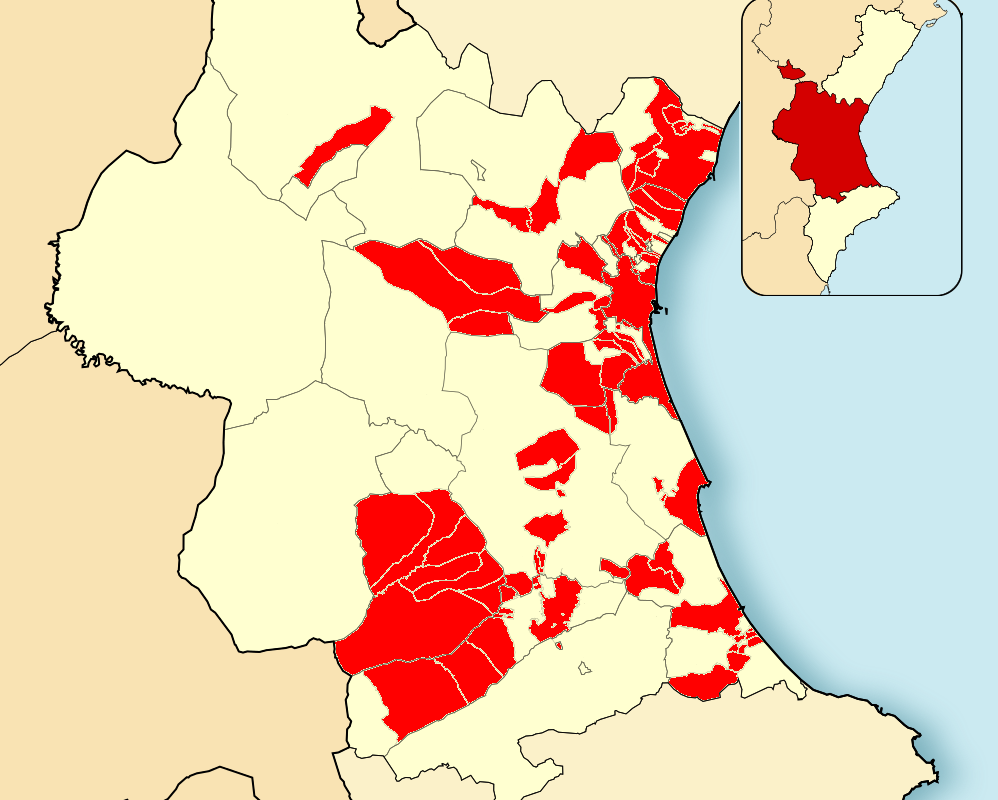
Algunos de los municipios adheridos al cantón valenciano.

El Cantón valenciano estaba conformado principalmente por municipios de la mitad más próxima a la costa de la provincia de Valencia. Algunos de los municipios adheridos al cantón de Valencia fueron los siguientes:
Albal, Albalat dels Sorells, Albalat de Taronchers, Alberique, Alboraya, Alcántara de Júcar, Alcudia de Carlet, Aldaya, Almusafes, Alquería de la Condesa, Anna, 
Bellreguart, Benaguacil, Benegida, Benetúser, Benifairó de la Valldigna, Benifaraig (actualmente integrado en el municipio de Valencia), Benifayó, Benifairó de los Valles, Benifairó de la Valldigna, Bicorp, Bolbaite, Bonrepós (actualmente en Bonrepós y Mirambell), Borbotó (actualmente una pedanía en el municipio de Valencia), 
Campanar (actualmente un barrio de Valencia), Carlet, Carpesa (pedanía de Valencia), Catarroja, Cullera, 
Chella, Cheste, Chirivella, Chiva,
Domeño, 
Enguera, Estubeny, 
Faura, Fortaleny, Foyos, Fuente Encarroz, 
Gandía, Gilet, Godelleta, 
Játiva, 
Masalfasar, Masanasa, Meliana, Miramar, Mogente, Moncada, Montesa, Museros, 
Navarrés, 
Oliva, 
Paterna, Picaña, Picasent, Piles, Puebla de Vallbona, Pueblo Nuevo del Mar (en el actual distrito de Poblados Marítimos de Valencia), El Puig, Puzol, 
Quesa, Cuart de les Valls, 
Rafelbuñol, Rafelcofer, 
Sagunto, Sedaví, Sellent, Serra, Silla, Simat de  Valldigna, 
Tabernes Blanques, 
Vallada, Villalonga y Villanueva del Grao (actualmente integrado en Valencia como barrio del Grao).